# Cantone di Brécey
Il Cantone di Brécey era una divisione amministrativa dell'arrondissement di Avranches.
È stato soppresso a seguito della riforma complessiva dei cantoni del 2014, che è entrata in vigore con le elezioni dipartimentali del 2015.
Comprendeva i comuni di:
- Braffais
- Brécey
- La Chaise-Baudouin
- La Chapelle-Urée
- Les Cresnays
- Cuves
- Le Grand-Celland
- Les Loges-sur-Brécey
- Notre-Dame-de-Livoye
- Le Petit-Celland
- Saint-Georges-de-Livoye
- Saint-Jean-du-Corail-des-Bois
- Saint-Nicolas-des-Bois
- Tirepied
- Vernix